# Третья Иламская война
Третья Иламская война — название, данное третьей фазе вооруженного столкновения между шри-ланкийскими вооруженными силами и сепаратистами ТОТИ. После периода перемирия 100 дней военные действия вспыхнули 19 апреля 1995. ТОТИ взорвали два корабля Шри-Ланки «Сурая» и «Ранасуру». Кроме того ТОТИ начали использовать ПЗРК «Стингер», чтобы сбивать самолёты ВВС Шри-Ланки, пролетающие над полуостровом Джафна.